# Prosthechea bulbosa
Prosthechea bulbosa es una orquídea epífita originaria de América.   

## Descripción
Es una orquídea de mediano tamaño con hábitos de epifita y con pseudobulbos  alargados, ovoides,y comprimidos que llevan 2 o 3 hojas en forma de cinta. Florece en el verano y caen en una inflorescencia terminal, erecta, carnosa de 10 a 12 cm  de largo, con 6 a 15  flores no resupinadas.

## Distribución y hábitat
Se encuentra en el sureste de Brasil en los árboles y rocas en bosques de niebla en las elevaciones de 1000 a 1300 metros.   

## Taxonomía
Prosthechea bulbosa fue descrito por (Vell.) W.E.Higgins y publicado en Phytologia 82(5): 377. 1997[1998].
Etimología
Prosthechea: nombre genérico que deriva de las palabras griegas: prostheke (apéndice), en referencia al apéndice en la parte posterior de la columna.
bulbosa: epíteto latíno que significa "con bulbo".
Sinonimia
- Anacheilium bulbosum (Vell.) Withner & P.A.Harding
- Anacheilium inversum (Lindl.) Pabst, Moutinho & A.V. Pinto
- Encyclia bulbosa (Vell.) Pabst
- Encyclia inversa (Lindl.) Pabst
- Epidendrum bulbosum Vell.
- Epidendrum inversum Lindl.
- Epidendrum latro Rchb.f. ex Cogn.
- Prosthechea inversa (Lindl.) W.E.Higgins
- Prosthechea latro (Rchb.f. ex Cogn.) V.P.Castro & Chiron[3][4]